# M-Theory Audio
M-Theory Audio is een Amerikaans platenlabel dat gespecialiseerd is in metalmuziek. Het label is gevestigd in Las Vegas en heeft ook een kantoor in Israël. M-Theory brengt zowel muziek van hedendaagse bands uit als oude muziek (al dan niet op vinyl). Enkele bekende bands die een platencontract bij M-Theory hebben (gehad) zijn Danko Jones, God Forbid, Shadows Fall en Scardust (2016–2023).

## Geschiedenis
Het label werd in 2017 opgericht door voormalig bandmanager en leidinggevende Marco Barbieri. In de jaren negentig was hij oprichter en uitgever van het tijdschrift Ill Literature Magazine. Daarna volgde een lange periode als leidinggevende bij Metal Blade Records en Century Media Records, waar hij tevens als bandmanager werkte.
In 2016 tekende Scardust een platencontract, maar stapte in 2023 over naar Frontiers Music. In 2024 tekende DD VERNI een contract bij M-Theory.

## Publicaties (selectie)
| Jaar | Artiest/band        | Album                                                      |
| ---- | ------------------- | ---------------------------------------------------------- |
| 2017 | Tengger Cavalry     | Die on My Ride                                             |
| 2017 | Scardust            | Sands of Time                                              |
| 2018 | Blade Killer        | High Risk                                                  |
| 2018 | White Wizzard       | Infernal Overdrive                                         |
| 2019 | Backyard Babies     | Sliver & Gold                                              |
| 2019 | Cemican             | In Ohtli Teoyohtica In Miquiztli                           |
| 2019 | Danko Jones         | A Rock Supreme                                             |
| 2019 | Malevolent Creation | The 13th Beast                                             |
| 2019 | Sworn Enemy         | Gamechanger                                                |
| 2019 | Hecate Enthroned    | Embrace of the Godless Aeon                                |
| 2020 | Scardust            | Strangers                                                  |
| 2020 | Into Eternity       | The Incurable Tragedy                                      |
| 2021 | Immortal Guardian   | Psychosomatic                                              |
| 2021 | The Absence         | Coffinised                                                 |
| 2022 | God Forbid          | Gone Forever                                               |
| 2022 | Guillotine A.D.     | Born to Fall                                               |
| 2022 | Mantic Ritual       | Crusader                                                   |
| 2022 | Pist.On             | Cold World                                                 |
| 2023 | Shadows Fall        | The War Within                                             |
| 2023 | Vintersea           | Woven into Ashes                                           |
| 2023 | Warbringer          | Total War - The Complete Cassette Box Set                  |
| 2023 | Woe Unto Me         | Along the Meandering Ordeals, Reshape the Pivot of Harmony |